# Ernzen, Luxemburg
Ernzen är en ort i Luxemburg.   Den ligger i distriktet Luxemburg, i den centrala delen av landet, 18 kilometer norr om huvudstaden Luxemburg. Ernzen ligger 340 meter över havet och antalet invånare är 398.
Terrängen runt Ernzen är platt åt nordost, men åt sydväst är den kuperad.  Runt Ernzen är det ganska tätbefolkat, med 100 invånare per kvadratkilometer.. Närmaste större samhälle är Luxemburg, 18,3 kilometer söder om Ernzen. 
I omgivningarna runt Ernzen växer i huvudsak blandskog.